# Tapputi-Belat-ekalli
Tapputi-Belat-ekalli (asyr. Tappûtī-Bēlat-ekalli, zapisywane fTap-pu-ti-dNIN.É.GAL-lim, tłum. „Pomocą moją jest bogini Belat-ekalli”) – wytwórczyni perfum (akad. muraqqītu) wzmiankowana w tekstach klinowych z okresu średnioasyryjskiego (przełom II i I tys. p.n.e.) odnalezionych w trakcie wykopalisk na dziedzińcu świątyni boga Aszura w asyryjskim mieście Aszur. Teksty te przypisują jej i innej wytwórczyni perfum o imieniu [...]ninu (imię zachowało się tylko częściowo) autorstwo dwóch przepisów do wytwarzania pachnących olejków.
Bywa określana pierwszą chemiczką w historii. Do wytwarzania perfum używała kwiatów, olejków, tataraku, cibory, mirry i balsamów. Dodawała wodę i inne rozpuszczalniki, roztwory poddawała destylacji i wielokrotnej filtracji.